# Summerteeth
Summerteeth est le troisième album du groupe Wilco paru en 1999.
Il est cité dans plusieurs listes d'«albums de l'année». 
Albums de Wilco
Mermaid Avenue
(1998) Mermaid Avenue Vol. II
(2000)
Singles
1. Can't Stand It
Sortie : 5 avril 1999
2. A Shot in the Arm
Sortie : 28 juin 1999

## Titres
1. Can't Stand It – 3:46
2. She's a Jar – 4:43
3. A Shot in the Arm – 4:19
4. We're Just Friends – 2:44
5. I'm Always in Love – 3:41
6. Nothing'severgonnastandinmyway(again) – 3:20
7. Pieholden Suite – 3:26
8. How to Fight Loneliness – 3:53
9. Via Chicago – 5:33
10. ELT – 3:46
11. My Darling – 3:38
12. When You Wake Up Feeling Old – 3:56
13. Summer Teeth – 3:21
14. In a Future Age – 2:57
15. 23 seconds of silence (Morceau caché) – 0:23
16. Candyfloss (Morceau caché) – 2:57
17. A Shot in the Arm (Version alternative) (Morceau caché) – 3:54